# Future Project – Die 4. Dimension
Future Project – Die 4. Dimension ist ein US-amerikanischer Science-Fiction-Film aus dem Jahr 1985. Der Film ist auch unter den Titeln The Future Project und Future Project – Das Geheimprojekt bekannt.

## Handlung
Nahe der Dawson Air Force Base stürzte 1957 in der Wüste ein UFO ab. Schnell wurde es in Sicherheit gebracht, auseinandergenommen und erforscht.
1985 muss Michael Harlan sein Wissenschaftsprojekt mit einer guten Benotung abschließen, um überhaupt seinen Schulabschluss zu erhalten. Er selbst hat nur Autos im Kopf und kann an nichts anderes denken, als an seinem Pontiac GTO rumzuschrauben. Alles andere interessiert ihn nicht, weswegen ihm seine Freundin Crystal den Laufpass gibt. Das merkt Ellie Sawyer, die ihn deswegen um ein Date bittet. Um Crystal eifersüchtig zu machen, sagt er zu. Doch das Date verläuft eher so, dass er mit ihr in die heruntergekommene und verlassene Dawson Air Force Base einbricht, um nach irgendwelchem Schrott zu suchen, den er für sein Wissenschaftsprojekt nutzen könnte. Dabei fällt er in eine Luke, die zu einem Geheimraum führt. Dort findet er eine seltsame Maschine, die jede Form elektrischer Energie aufsaugen kann. Er nimmt sie mit und zeigt sie sowohl Ellie als auch seinem besten Freund Vince Latello.
Gemeinsam erleben sie, nachdem Michael das Gerät gereinigt hat, wie es funktioniert. Es saugt Energie auf, um damit ein Wurmloch in der Raumzeit herzustellen. Dadurch kann es lebende und tote Objekte aus anderen Zeiten in der Gegenwart materialisieren. Nachdem ihnen Sherman das erklärt hat, warten sie einen günstigen Augenblick ab, um es ihrem Lehrer Mr. Roberts zu zeigen. Dieser ist absolut begeistert davon und erkennt das Potential der Maschine, sodass er alles in Bewegung setzt, noch mehr Strom für die Maschine bereitzustellen, indem er sie mit Hilfe einer Steckdose an die städtische Stromversorgung anschließt. Dadurch saugt sie immer mehr Energie an. Roberts beginnt plötzlich mit ihr zu spielen, verliert scheinbar seinen Verstand und verschwindet spurlos. Damit die Maschine nicht noch mehr Strom saugt und außer Kontrolle gerät, machen sich Michael, Ellie und Vince auf, sich Sprengstoff zu besorgen, um die Leitungen zum städtischen Stromnetz zu sprengen. Nach der erfolgreichen Sprengung glauben Sie, dass sie die Maschine damit aufgehalten haben.
Detective Isadore Nulty erscheint und befragt kurz darauf Michael, ob er etwas über das Verschwinden von Mr. Roberts und dem verschwundenen Sprengstoff weiß. Da er nicht antwortet, nimmt er ihn kurzfristig mit aufs Polizeirevier. Derweil versucht Ellie die Maschine abzuschalten. Dabei erwischt sie Sherman der die Maschine entdeckt hat, und nun, ebenfalls wahnsinnig vor Macht, die Maschine wieder an die Stromversorgung anschließt. Dadurch saugt diese den Strom der Stadt auf, sodass in der Polizeistation die Lichter ausgehen und Vince und Michael fliehen können. Sie laufen sofort zur Schule, wo sie das Unheil erahnen können. Ein riesiges Wurmloch hat sich über ihrer Schule geöffnet. Sie betreten die Schule und sehen sich plötzlich mehreren Personen aus unterschiedlichen Zeiten gegenüber, darunter Nazis, Ägypter, Gladiatoren, prähistorische und auch postapokalyptische Menschen. Es kommt zu mehreren Kämpfen, die sie alle siegreich beenden können. Nachdem auch ein Tyrannosaurus bekämpft und getötet wird, finden sie die bewusstlose Ellie, die neben der Maschine liegt. Michael kappt die Stromzufuhr zur Maschine und lässt das Wurmloch kollabieren, sodass alles wieder in die richtige Zeit geschickt wird. Dadurch erscheint auch Mr. Roberts wieder, der sich im Jahr 1969 beim Woodstock-Festival befand (wobei Hopper sein Billy-Kostüm aus Easy Rider mit Fransenjacke, Buschhut und Schnauzbart trägt).

## Kritik
„My Science Project ist ein fröhlicher Teenager-Abenteuerfilm, der in seinem flotten Momenten an eine weniger intelligente und teure Version von Zurück in die Zukunft erinnert. Trotz einer Geschichte, die nur wenige interessante Wendungen hat und obwohl er mit einem minimalen Budget gedreht wurde, glänzt der Film mit drolligen Momenten.“

„Eine Variation der Geschichte vom Zauberlehrling; anfangs einfühlsam inszeniert, gerät der Film immer mehr zum Spezialeffekt-Spektakel, so daß Initiationsgeschichte und Technologie-Kritik im Getöse untergehen.“

## Hintergrund
Der Film enthält mehrere Anspielungen auf andere Filme. Vinnie deutet mit mehreren seiner Sprüche auf unterschiedliche Filme, wie Dirty Harry, Blob, Schrecken ohne Namen, Der Zauberer von Oz und Die Kanonen von Navarone an. Außerdem singt er die Titelmelodien von Speed Racer und Kobra, übernehmen Sie. Als Mr. Roberts aus dem Jahr 1969 wiederkehrt, trägt er exakt die gleiche Kleidung, wie sie Dennis Hopper in seiner Rolle des Billy in Easy Rider trug.
Regisseur und Drehbuchautor Jonathan R. Betuel meinte, dass die Idee zu diesem Film bereits in seiner Kindheit entstand. Als kleiner Junge spielte er oft auf einer Müllhalde und hoffte, dass irgendjemand irgendetwas Wichtiges dort vergessen hätte.
Der Film startete am 9. August 1985 in den US-amerikanischen Kinos und konnte dort etwas mehr als 4 Mio. US-Dollar an der Kinokasse wieder einspielen. In Deutschland wurde er am 15. Dezember 1986 direkt auf VHS veröffentlicht und lief zum ersten Mal am 17. Oktober 1993 auf RTL Television.